# 1-je Malcewo
1-je Malcewo lub Pierwoje Malcewo (ros. 1-е Мальцево) – wieś (ros. село, trb. sieło) w zachodniej Rosji, w sielsowiecie lubimowskim rejonu bolszesołdatskiego w obwodzie kurskim.

## Geografia
Miejscowość położona jest nad rzeką Rieut, 1 km od centrum administracyjnego sielsowietu lubimowskiego (Lubimowka), 22 km od centrum administracyjnego rejonu (Bolszoje Sołdatskoje), 44 km od Kurska.

## Demografia
W 2010 r. miejscowość zamieszkiwało 147 osób.